# وایت سیتی، ساسکاچوان
وایت سیتی، ساسکاچوان (به انگلیسی: White City, Saskatchewan) یک منطقهٔ مسکونی در کانادا است که در ساسکاچوان واقع شده‌است. وایت سیتی ۶٫۰۰ کیلومتر مربع مساحت و ۱٬۸۹۴ نفر جمعیت دارد.